# Bostrychus expatria
Bostrychus expatria е вид лъчеперка от семейство Butidae. Видът е световно застрашен, със статут Уязвим.

## Разпространение
Видът е ендемичен за езерото Мангуао на остров Палаван във Филипините.